# Insonnia
(Titta di Girolamo, Le conseguenze dell'amore)

Effetti noti dell'insonnia

Schema che mostra gli effetti negativi della privazione del sonno sul corpo umano

L'insonnia è un disturbo del sonno caratterizzato dall'incapacità di dormire, nonostante l'organismo ne abbia il reale bisogno fisiologico. Questo è associato a un cattivo funzionamento diurno, con sintomi quali stanchezza, irritabilità, difficoltà di apprendimento, mancato consolidamento della memoria, e una marcata perdita di interesse per lo svolgimento delle attività quotidiane. Il tutto ha un impatto psicologico non indifferente. La sua polarità opposta è l'ipersonnia.
Coloro che soffrono di insonnia lamentano di non essere in grado di prendere sonno o di dormire solo per pochi minuti, agitandosi nel letto durante la notte. Se l'insonnia dovesse prolungarsi per più di alcune notti di seguito può divenire "cronica" e causare un debito di sonno che è estremamente nocivo per la salute dell'insonne.
L'insonnia altera il naturale ciclo del sonno, che può risultare difficile da restaurare. Alcuni insonni cercano di dormire nel pomeriggio o durante la sera, con il risultato di ritrovarsi molto vigili all'ora di dormire, aggravando l'insonnia. Spesso, inconsapevolmente, si spinge il corpo fino al limite, al punto tale che la privazione del sonno provochi gravi problemi fisici e mentali.

## Tipologia
Sotto il profilo sintomatico, è possibile distinguere tre tipi di insonnia:
1. insonnia iniziale ovvero difficoltà a cominciare il sonno;
2. insonnia intermittente o centrale o lacunare caratterizzata da frequenti risvegli durante le ore notturne;
3. insonnia terminale caratterizzata dal risveglio precoce, con l'incapacità di riprendere il sonno.

Sotto il profilo diagnostico, l'insonnia può essere classificata come transiente, acuta o cronica:
1. l'insonnia transiente dura meno di una settimana, e può essere causata da altri disordini, cambi di ambiente, depressione o stress;
2. l'insonnia acuta è l'impossibilità di dormire in modo soddisfacente per meno di un mese;
3. l'insonnia cronica dura più di un mese, e può essere disordine primario o causato da altre patologie. Le sue conseguenze includono malessere generale, allucinazioni, paranoia e affaticamento psicofisico.

## Eziologia
Le cause dell'insonnia possono essere svariate. Tra le principali abbiamo cause medicali, come il dolore cronico, allergie alimentari o respiratorie, problemi gastrointestinali come il reflusso, problemi endocrini come l'ipertiroidismo, artrite, asma,
condizioni neurologiche come la malattia di Parkinson, lombalgia, e sconvolgimenti psicologici di vario tipo, come l'ansia, soprattutto nel caso di ansia da prestazione, stress, depressione. Altre cause non di natura psicologica sono: scadente igiene del sonno (andare a letto negli orari sbagliati, uso di eccitanti, visione di film particolarmente impressionanti prima di andare a dormire, ecc.), assunzione di alimenti con effetti stimolanti (caffè, cacao, ecc.) e alcune tipologie di farmaci. Anche l'utilizzo di dispositivi elettronici come computer, smartphone e tablet (cfr. sindrome da visione al computer) nelle ore serali influenza negativamente la qualità del sonno.
Molto spesso l'insonnia è causata semplicemente da rumori notturni che impediscono al soggetto di prendere sonno, e se non si provvede in tempo a rimediare, l'insonnia potrebbe cronicizzarsi, causando tutti gli effetti negativi della privazione di sonno.
Altre forme di insonnia possono invece essere legate a patologie psicologiche (l'insonnia è caratteristica nelle persone affette da disturbo bipolare o psiconevrosi depressiva) oppure fisiche. L'insonnia può difatti essere un sintomo di iper-tiroidismo, e colpisce talvolta chi ha nevralgie, chi soffre di dolori artritici, i soggetti asmatici, i sofferenti di cuore, i soggetti con disturbi gastrici. Nei neonati si associa ai disturbi digestivi, nei bambini talvolta ai vermi intestinali e negli anziani a una iniziale arteriosclerosi cerebrale. Un'altra patologia che influenza negativamente la qualità e la durata del sonno è la fibromialgia. Questa condizione patologica di natura sub-autoimmune, provoca delle forti ripercussioni sul ciclo sonno-veglia che vanno ad alimentare la stanchezza e il dolore cronico preesistente.
Inoltre una rara condizione genetica causata da un prione conduce a una forma mortale di insonnia chiamata insonnia familiare fatale. Tale sindrome è simile alla malattia di Creutzfeldt-Jakob, cioè alla malattia indotta dall'ingestione di carni di bovini affetti dal morbo della mucca pazza.

## Classificazione

### Apnea durante il sonno
Ciò accade quando durante il sonno la respirazione si interrompe, interrompendo il sonno. Con la forma ostruttiva dell'apnea durante il sonno alcuni muscoli dell'apparato respiratorio perdono il loro tono e collassano. I malati di Sindrome delle apnee ostruttive nel sonno (OSAS) spesso non ricordano quanto avviene, ma lamentano un'eccessiva sonnolenza diurna. 
L'apnea centrale avviene quando il sistema nervoso centrale interrompe lo stimolo a respirare, allora l'individuo è costretto a svegliarsi per ricominciare a respirare.
Questa forma di apnea è spesso collegata a condizioni cerebrovascolari, collasso cardio-circolatorio e invecchiamento precoce. L'apnea notturna a lungo andare può danneggiare il cervello che, trovandosi spesso senza ossigeno, si trova a dover affrontare la morte per asfissia delle cellule cerebrali: nonostante non sia una patologia di estremo pericolo, questo disturbo va affrontato con il parere del medico, che deve monitorare tramite appositi strumenti, il livello di ossigenazione del sangue del paziente affetto da questa sindrome, per scongiurare eventuali peggioramenti.

### Restless Leg Syndrome (RLS) e Periodic Limb Movement (PLM)
Sindrome della gamba irrequieta e Movimenti periodici dell'arto - I sintomi di RLS e PLM sono spesso descritti come un formicolìo o un brivido avvertito alle gambe che creano un forte necessità di muoverle. L'individuo si muove continuamente nel letto nel tentativo di alleviare questa sgradita sensazione, causando veglia e di conseguenza mancanza di sonno. Fortunatamente le terapie per questi disordini sono efficaci in oltre il 90% dei casi. È un disturbo psichiatrico che va trattato.

### Phase Shift Disorder
Questo avviene quando l'orologio biologico di una persona non obbedisce al normale ciclo del sonno notturno e veglia diurna. Spesso avviene in soggetti che effettuano regolarmente viaggi lungo diversi fusi orari, poiché il sorgere e tramontare del sole non coincide più col concetto interiore del soggetto, ed è riscontrabile in soggetti che lavorano essenzialmente di notte. Vedi anche: Ritmo circadiano e jet lag.

### Parasonnia
Questo include un numero di disordini di sveglia improvvisa che includono incubi, sonnambulismo, comportamento violento durante il sonno e disturbi della fase R.E.M., nel quale una persona muove il proprio corpo per assecondare ciò che sta sognando. Queste condizioni, eccetto il sonnambulismo, possono essere curate con successo attraverso interventi medici o di uno specialista del sonno.

### Meteoropatia
Disturbo psicosomatico per eccellenza è la meteoropatia, che si manifesta sia con la depressione sia con l'ansia. Pare legato alla concentrazione di ioni negativi e positivi nell'atmosfera, specialmente prima di un temporale. I soggetti che riescono ad avvertire tale cambiamento di concentrazione atmosferica di cariche elettriche si sottostima siano almeno il 20% della popolazione (1 uomo su 5). Alternativamente potrebbe dipendere da una variazione di pressione atmosferica. Oppure potrebbe essere una combinazione delle cause già citate. Esistono aree dell'ipotalamo, del mesencefalo, dell'ippocampo e del sistema limbico sensibili sia ai campi magnetici, sia ai campi elettrici, nonché alla pressione atmosferica. Geneticamente, alcuni soggetti possono aver un numero di questi neuroni maggiore, oppure più ricco di connessioni sinaptiche, tali da rendere l'intero sistema nervoso autonomo maggiormente sensibile alle variazioni atmosferiche.
Il sintomo tipico di chi non sopporta il cambio di stagione autunnale è quello di svegliarsi con un senso di stanchezza e incapacità ad affrontare la giornata. Nel dettaglio, generalmente, i meteoropatici soffrono di una specie di sonnolenza e di torpore dai caratteri simili a una narcosi improvvise quando il tempo atmosferico volge al peggioramento (bassa pressione). Viceversa, tendono all'ipereccitabilità e all'insonnia quando il tempo atmosferico volge al miglioramento (alta pressione). L'influenza del tempo atmosferico sulle cellule nervose e i suoi neurotrasmettitori potrebbe quindi essere intesa come stimolo esterno dato da temperatura, umidità, pressione, luce, ecc. che in un certo modo influenzano il metabolismo dei neurotrasmettitori. Lo sbilanciamento di queste sostanze chimiche è anche alla base dei sintomi legati al momento depressivo, come mal di testa, fatica e insonnia, per citare i più comuni.

### Patologie fisiche
Come visto nel precedente paragrafo, determinate malattie dell'organismo possono indurre l'insonnia.
- L'apnea notturna può essere causa di insonnia. Una visita medica aiuterà nella diagnosi o cura dell'apnea notturna, una risposta definitiva si può ottenere da un esame presso i laboratori del sonno.
- Allergie latenti, come quella ai latticini, possono produrre disturbi del sonno. Altri sintomi possono essere molto leggeri come il naso chiuso. Un dietista può creare una dieta adatta.

### Patologie psichiche
L'ansia, la mania e altre patologie possono causare insonnia.

### Consumo di caffeina
Chi soffre di insonnia dovrebbe evitare del tutto il consumo di caffeina durante la giornata. Essa è spesso causa di insonnia, a causa degli effetti eccitanti sul sistema nervoso periferico, nonché di quelli sul sistema cardiocircolatorio. La caffeina è presente in tè, caffè, yerba mate (Ilex paraguariensis), guaranà, cacao, noce di cola (quindi tutte le bevande a base di cola come Pepsi Cola, Coca-Cola, Virgin Cola ecc.) e infine è presente perlopiù come sostanza aggiunta nei cosiddetti energy-drink come la Red Bull, la Monster Energy e simili, nelle barrette di cioccolato e altri dolciumi.

## Trattamenti non farmacologici
Sebbene non esista una soluzione univoca per l'insonnia, esiste un grande numero di possibili rimedi, alcuni dei quali derivanti da tradizioni popolari antiche, altri frutto delle moderne ricerche farmacologiche o psichiatriche.

### Stile di vita
Alcuni rimedi tradizionali per l'insonnia includono delle semplici norme di "igiene del sonno" come:
- Dal punto di vista psicologico, è necessario considerare la notte come un periodo di riposo, dove la giornata finisce. In molti insonni questa concezione viene meno, e la notte è vista come un momento negativo, e questo aggrava il problema iniziale, causando l'innescarsi di un circolo vizioso pericoloso per la salute dell'insonne.
- Mantenere un orario regolare del ciclo sonno-veglia: svegliarsi presto al mattino, evitando di dormire durante il giorno e andare a letto in un orario consono e regolare, evitando attività stimolanti nelle ore serali.
- Fare esercizio fisico durante il giorno, eccetto nelle ore serali. Alti livelli di cortisolo nel sangue, l'ormone dello stress, sono nemici del sonno.[10]
- Mangiare regolarmente a pranzo ma fare una cena leggera tre ore prima di addormentarsi.[11]
- Rilassarsi prima di andare a dormire, per esempio con un bagno caldo.
- Assicurarsi che l'ambiente in cui si dorme sia idoneo al riposo. Alcune persone sono molto sensibili alla luce, altre ai rumori. La camera da letto dovrebbe essere al buio e silenziosa, e ben aerata.
- Non usare il letto per altre attività oltre al sonno. Ad esempio scrivere o guardare la televisione a letto durante il giorno diminuiscono l'associazione letto-sonno. Paradossalmente leggere un libro la sera appena coricati prepara la mente al giusto equilibrio che concilia il sonno.
- Evitare di guardare le sveglie, eventualmente coprendone il display. Ciò evita calcoli mentali sulla quantità di sonno perduta sino a quel momento e sulla quantità di sonno rimasta prima del suono della sveglia. Accettare che la quantità di sonno può essere ottenuta solo dormendo e non mentre si aspetta di dormire può essere benefico.
- Evitare l'utilizzo di dispositivi elettronici nelle ore precedenti al sonno poiché la luce blu da questi emessa inibisce la produzione di melatonina (sindrome da visione al computer), un fondamentale regolatore del sonno.[12]
- preferire cibi digeribili e contenenti triptofano e che favoriscono la sintesi della serotonina e della melatonina.[13][14][15]

### Trattamenti psicologici e meditazione
In soggetti che soffrono di insonnia non correlabile ad alcun disturbo organico o neurologico specifico, la mancanza di sonno è sintomo di un problema emotivo non trattato: se una persona è infelice del proprio stile di vita, o sta rimandando problemi la cui soluzione è inderogabile, ciò può determinare disturbi del sonno. Alcuni soggetti vedono l'insonnia scomparire grazie a semplici attività sociali, altri trovano un trattamento valido nella psicoterapia, andando ad affrontare quelle cause di stress, ansia o depressione che provocano tale disturbo, anche senza l'ausilio di farmaci ipnotici.
La psicoterapia cognitivo-comportamentale 
propone trattamenti come il cognitive shuffling che cercano di spostare il focus dell'attenzione su elementi diversi rispetto a quelli quotidiani, cambiando i pensieri che ci assalgono quando ci si mette a letto.
Nella tradizione buddhista, ai sofferenti di insonnia o di incubi viene suggerita la pratica della meditazione di consapevolezza descritta nel Satipatthana Sutta (Vipassana), di calma (Śamatha) o di gentilezza compassionevole (Mettā).
La pratica di essere amorevoli e ben disposti nei confronti di ogni essere può avere un effetto lenitivo e calmante nella mente e nel corpo: nel Karaniya Mettā Sutta sull'Amore Universale, il Buddha espone le caratteristiche della compassione da coltivare mentalmente, mentre nel Metta Sutta afferma che addormentarsi facilmente è uno degli undici benefici di tale forma di meditazione.
La moderna mindfulness, debitrice alle tecniche meditative tradizionali (in particolare del Vipassana, dello yoga e dello Zazen), è talvolta raccomandata dagli psicologi che si occupano di insonnia.

### Rimedi erboristici
I rimedi naturali a base di erbe, in alcuni casi si dimostrano sufficienti a interrompere il ciclo di insonnia, evitando l'utilizzo di sedativi o sonniferi. 
Un possibile rimedio naturale per l'insonnia è il latte tiepido, da bere prima di andare a dormire. Il latte contiene alti livelli di triptofano, un sedativo naturale. Molti insonni si servono di sedativi di origine erboristica, come: valeriana, camomilla, lavanda, luppolo, passiflora, escolzia, biancospino, fiori d'arancio e di tiglio. Tuttavia il loro utilizzo non costituisce una garanzia per la risoluzione del problema.
Nella medicina popolare cinese i medici hanno curato l'insonnia per migliaia di anni. Un approccio tipico può essere l'agopuntura, una dieta e un'analisi dello stile di vita, l'erboristeria o altre tecniche, con lo scopo di ribilanciare le energie del corpo per risolvere il problema in maniera delicata.

### Melatonina
Studi medici recenti hanno confermato l'utilità dell'ormone melatonina nel ripristino di un sonno regolare nelle sue fasi. In Italia esso non è considerato propriamente un farmaco, bensì un integratore, in quanto la sostanza è già prodotta dall'epifisi nel nostro organismo, proprio per regolare il ritmo sonno-veglia. Allo stato attuale degli studi sulla sostanza non sono stati rilevati effetti collaterali o da overdose, presenti in gran parte dei farmaci ansiolitici, anche in seguito a somministrazioni nell'ordine delle migliaia di volte la dose ottimale.
In particolare, la melatonina non provoca lo stordimento e il calo di attenzione al risveglio, tipici di altre categorie di farmaci, inoltre alcuni studi hanno dimostrato che il sonno che si ottiene dopo somministrazione di melatonina è molto simile come caratteristiche fisiologiche a quello che si registra in condizioni di normalità.
Spesso l'assunzione di melatonina come rimedio per l'insonnia non è sufficiente, e in base alla gravità della situazione, bisogna valutare i trattamenti farmacologici.

## Trattamenti farmacologici
Esistono diverse categorie di psicofarmaci che, a causa del loro forte effetto tranquillante, vengono somministrati per la cura sintomatica dell'insonnia, specialmente nei casi più gravi, tuttavia oltre alle numerose controindicazioni il sonno indotto da farmaci non è identico al sonno naturale

### Barbiturici
I barbiturici erano largamente usati nel trattamento di insonnia e stati d'ansia fino agli anni settanta, quando furono sostituiti dalle benzodiazepine. Attualmente sono caduti quasi completamente in disuso anche per via dei potenzialmente gravi effetti collaterali, come ad esempio l'intossicazione da barbiturici. Essendo forti depressori del sistema nervoso centrale, possono dare luogo a una depressione cardiorespiratoria con coma e morte se assunti in dosi elevate (spesso è sufficiente un dosaggio 6-7 volte maggiore rispetto alla dose ipnotica). Difatti, i suicidi da barbiturico erano (e in partenza sono tuttora) assai frequenti.

### Benzodiazepine
I farmaci ipnotici più comunemente prescritti per l'insonnia oggigiorno sono le benzodiazepine, degli psicofarmaci nati come ansiolitici e che hanno soppiantato i barbiturici perché non inducono una depressione respiratoria tale da uccidere, neppure se assunti in dosi massicce e quindi ne rappresentano un’alternativa più sicura.
Similmente ai barbiturici agiscono legandosi ai recettori per il GABA. Tuttavia le varie molecole di questa famiglia differiscono per la loro durata di azione (legata all’emivita), perciò in base alle esigenze individuali può essere preferita una benzodiazepina a breve durata (ad esempio per l’induzione del sonno) o una a lunga durata (ad esempio per il mantenimento).
Delle benzodiazepine fanno parte il Diazepam (presente in Italia sotto diversi nomi, tra i quali Valium e Noan), il Lorazepam (venduto in Italia col nome Tavor e Control), il Bromazepam (Lexotan), l'Alprazolam (Xanax), il Delorazepam (En), il Nitrazepam (Mogadon), il Flunitrazepam (Roipnol) e il Clonazepam (Rivotril).
In particolare però il Quazepam è quello che possiede le migliori caratteristiche per il trattamento dell’insonnia: ha una particolare selettività per la subunità recettoriale responsabile dell’induzione del sonno, che si traduce in una diminuzione dei tempi di addormentamento senza però, contrariamente a tutte le altre benzodiazepine, alterare l’architettura del sonno. Inoltre causa meno effetti collaterali, tolleranza e depressione respiratoria rispetto alle altre benzodiazepine.
Le benzodiazepine, col tempo inducono tolleranza (cioè la perdita di risposta da parte del corpo nei confronti del farmaco), dipendenza e possono provocare un peggioramento generale dei sintomi in caso di brusca sospensione. Inoltre danno a volte luogo a stordimento e confusione il giorno seguente l’assunzione e a lungo andare possono deteriorare le capacità cognitive. La loro assunzione non deve perciò essere superiore a qualche settimana.

### Antidepressivi
Alcuni farmaci comunemente utilizzati come antidepressivi possiedono dei consistenti effetti sedativi (presenti in alcuni casi a dosaggi inferiori a quelli antidepressivi, ai quali cioè non agiscono sui sistemi recettoriali legati alla regolazione de tono dell’umore) che li rendono utili come induttori del sonno. A causa di questa loro caratteristica sono particolarmente utilizzati nelle forme di depressione o ansia accompagnata a disturbi del sonno. Notoriamente sono utilizzati a questo scopo il trazodone (attivo come sedativo a dosaggi inferiori a quelli antidepressivi), la mirtazapina ed alcuni triciclici (in particolare doxepina, mentre amitriptilina non è raccomandata a tale scopo).

### Neurolettici
I neurolettici, per via delle loro profonde proprietà tranquillanti nonché per l’effetto sedativo di alcuni di questi composti (come quetiapine e olanzapina che agiscono sui recettori dell’istamina), sono a volte prescritti per il trattamento dell’insonnia.
Tuttavia, agendo sui recettori della dopamina, anche essa legata ai meccanismi di regolazione del sonno, possono in realtà indurre un peggioramento della patologia di base.
Per questo e per i possibili effetti collaterali, alcuni dei quali potenzialmente irreversibili, non sono approvati per tale scopo.

### Ipnotici non benzodiazepinici
Negli anni novanta sono stati introdotti nel mercato farmaceutico i cosiddetti Farmaci Z, (chiamati anche ipnotici non-benzodiazepinici) tra cui zolpidem, con il nome commerciale di Stilnox, della classe delle imidazopiridine, e zopiclone, della classe dei ciclopirroloni. Anche con questi ultimi si sono registrati casi di assuefazione e dipendenza, avendo un meccanismo d’azione non dissimile da quello delle classiche benzodiazepine. I farmaci Z, nel caso in cui un paziente ha assunto già benzodiazepine, a causa della saturazione dei recettori gabaergici, possono dare un effetto avverso rispetto a quello desiderato.
Di più recente arrivo sul mercato farmaceutico le pirazolopirimidine che sembra possano essere utilizzate per lunghi periodi di tempo, nella cura di insonnia cronica. Uno studio presentato a Londra durante il recente Congresso Europeo di Neuropsicofarmacologia ha dimostrato che ad esempio lo zaleplon continua a essere efficace anche dopo un certo periodo di tempo senza dare sintomi d'astinenza alla sospensione del farmaco. Ciò sarebbe dovuto alla sua emivita ultra-breve che gli consente di indurre il sonno senza dar luogo a fenomeni di tolleranza e dipendenza, alterazione dell’architettura del sonno, senza fenomeni di calo delle performance cognitive e confusione nel giorno seguente tipiche degli altri farmaci sedativi.

### Antistaminici
Negli ultimi anni si sta proponendo come alternativa all’utilizzo dei classici farmaci sedativi quello degli antistaminici di prima generazione, noti per le loro proprietà sedative.
Questi farmaci, che agiscono sui recettori dell’istamina a livello centrale, presenterebbero diversi vantaggi rispetto a quelli sopra citati in quanto privi di effetti di dipendenza, tolleranza, sulle capacità cognitive e la memoria pur mantenendo una elevata efficacia terapeutica.
Tra i più utilizzati allo scopo ci sono l’idrossizina, difenidramina e ciproeptadina.

### Agonisti dei recettori della melatonina
La melatonina è un neurormone implicato nella regolazione dei cicli del sonno.  Gli agonisti dei recettori della melatonina sono dei composti sintetici che ne imitano l’azione e vengono perciò utilizzati in alcuni casi per migliorare la qualità del sonno. In particolare il Ramelteon è un farmaco commercializzato a questo scopo e pur non possedendo i decisi effetti sedativi tipici delle benzodiazepine, non è associato agli effetti collaterali di dipendenza, assuefazione, stordimento.
La melatonina stessa viene venduta liberamente come integratore per il trattamento degli stati di insonnia, tuttavia la sua reale portata terapeutica è oggetto di discussione.

### Agonisti dell'orexina
Dalla seconda decade degli anni Duemila sono anche disponibili in commercio gli inibitori dell'orexina (farmaci DORA) : daridorexant, le bore ant e suvorexant. Al 2025, in Italia, è commercializzato solo il primo dei tre e non è mutuabile a carico del Sistema Sanitario Nazionale.